# Tlalocohyla celeste
Espèce
Tlalocohyla celeste est une espèce d'amphibiens de la famille des Hylidae,.

## Répartition
Tlalocohyla celeste a été découverte dans la réserve de la vallée du Tapir, au Costa Rica, à une altitude de 600 m,.

## Systématique
L'espèce Hyloscirtus sethmacfarlanei est décrite en 2022 par Donald Varela-Soto (d), Juan Gabriel Abarca (d), Esteban Brenes-Mora (d), Valeria Aspinall (d), Twan Leenders (d) et Alex Shepack (d),. 
Le nom vernaculaire proposé pour cette espèce est Tapir Valley Tree Frog en anglais.

## Étymologie
Son épithète spécifique, celeste, lui a été donnée pour deux raisons, d'une part le fait que celeste fasse référence au bleu du ciel et ce en référence à la coloration de son ventre, et, d'autre part, en référence au río Celeste qui présente la même couleur et alimente les zones humides où cette espèce a été découverte.

## Publication originale
- (es + en) Donald Varela-Soto, Juan G. Abarca, Esteban Brenes-Mora, Valeria Aspinall, Twan Leenders et Alex Shepack, « A new species of brilliant green frog of the genus Tlalocohyla (Anura, Hylidae) hiding between two volcanoes of northern Costa Rica », Zootaxa, Magnolia Press (d), vol. 5178, no 6,‎ août 2022, p. 501-531 (ISSN 1175-5334 et 1175-5326, OCLC 49030618, DOI 10.11646/ZOOTAXA.5178.6.1, lire en ligne).